# Ralls
Ralls, Ralls Genet oder Ralls Janet ist eine Sorte des Kulturapfels.
Der Name Genet stammt wohl von Edmond-Charles Genêt, einem französischen Botschafter in den Vereinigten Staaten während der Französischen Revolution.
Der Pomologe Spencer A. Beach soll 1905 über diese Sorte geschrieben haben, sie sei mehr als 100 Jahre zuvor erstmals bei M. Caleb Ralls in Amherst (Virginia) gesehen worden.

## Beschreibung
Frucht
Der Apfel hat mittlere Größe und eine rundliche an den Enden abgeplattete Form. Die grünlich gelbe Schale ist überflutet, marmoriert, gestreift mit verschiedenen Schattierungen von Rosa, Rot und Purpur über die Hälfte oder mehr der Oberfläche. Auffällige gelbe oder rotgelbe und weiße Punkte und Berostung können auf der gesamten Frucht vorkommen. Das gelbliche Fleisch mit grünlichem Ton ist knackig, saftig, zart mit süß-saurem Geschmack. Beim Schneiden verbreitet es ein süßes Aroma.
Er reift in der ersten Oktoberwoche und lässt sich gut lagern.
Baum
Mäßig kräftige Bäume mit offenen, verzweigtes Geäst. 
Der Baum bedarf wenig Pflege, aber ist anfällig für Apfelschorf und Anthraknose.

## Synonyme
Die Sorte auch bekannt unter den Namen:
Ralls Janet, Ralls Jennet, Ralls Genet, Winter Genneting, Ginet, Genet, Geneton, Geniton, Gennetin, Genneting, Gennetting, Indiana Jannetting, Janet, Janetting, Jefferson Pippin, Jenetings, Jeniton, Jenitons, Jennett, Jennette, Jenniton, Missouri Janet, Raule Jannet, Raule's Genet, Raule's Janet, Raule's Janett, Raule's Janette, Raule's Jannet, Raule's Jannette, Raule's Jannetting, Raule's Jennetting, Raul's Gennetting, Rawle's Genet, Rawle's Janet, Rawle's Janett, Rawle's Jannet, Rawle's Jennet, Rawle's Jenneting, Rawle's Jennette, Rawl's Janet, Red Neverfail, Neverfail, Rock Remain, Rock Rimmon, Royal Janette, Winter Jannetting, Yellow Jannett, Yellow Jannette, Kokkō (japanisch 国光).